# Билет МММ
Билеты МММ — денежные суррогаты акционерного общества МММ. 1 билет составлял 1/100 часть акции МММ.
Введены в обращение как «акции для бедных» в апреле 1994 года для крупных вкладчиков (1000 билетов), в мае — для мелких (100 билетов). С 4 августа 1994 делились на «старые» (чистые ранних серий) и «новые» (новых серий; либо старых — с печатями либо пробитыми в них отверстиями, то есть гашёные — возможны и другие способы гашения).
Выведены фирмой из свободного обращения осенью 1995 года при их крайне низком биржевом курсе.
В 1996—1997 годах билеты определённых серий использовались только как агитационные и приложения к соглашению о добровольном пожертвовании МММ СВДП-96. Котировались на российских биржах в Москве (ЦРУБ до 1996, РТСБ до конца 1995) и Санкт-Петербурге с мая 1994 (момента выпуска) по середину 1996 года, с постоянно меняющимся, зависящим от котировок МММ, курсом и сложным делением на старые/новые билеты и по сериям, от чего зависела их цена.

## История
АООТ «МММ» — российское акционерное общество, ставшее впоследствии финансовой пирамидой, от деятельности которой пострадали миллионы людей. Основатели компании: Сергей Мавроди, его брат Вячеслав Мавроди и Мельникова Ольга Фёдоровна. Руководитель — Сергей Мавроди. Названием компании стала аббревиатура начальных букв фамилий её основателей. Сам Сергей Мавроди впоследствии заявлял неоднократно, что остальные «основатели» — чисто номинальные фигуры. Просто по действующему на тот момент законодательству учредителей должно было быть не меньше трёх. Косвенно это подтверждается тем фактом, что по уголовному делу в отношении МММ действительно проходил только он один.
При реализации сертификатов акций и билетов компании их стоимость для граждан устанавливалась лично Сергеем Мавроди, на условиях так называемых самокотировок (сведений о росте стоимости акций компании), которые опубликовывались в СМИ. При этом финансовые документы, подтверждающие их стоимость, вкладчикам не выдавались. Для билетов они, впрочем, и не требовались, поскольку компания никогда и не скрывала, что формально ценными бумагами они не являются. Что же касается акций, то руководство компании поступило очень просто. Оно прямо объявило, что не будет выкупать назад надлежащим образом оформленные (с передаточной надписью и пр.) акции, поскольку заниматься переоформлением акций при каждой операции купли-продажи оно просто не в состоянии, учитывая чрезвычайно высокую скорость оборачиваемости этих своих бумаг.
По закону оно имело право это делать. Выкупать назад свои акции эмитент не обязан. Касательно же оформления, сроки этого оформления законом не устанавливались, так что и тут компания закона формально не нарушала.
По результатам деятельности за 1993 год компания выплатила дивиденды из расчёта 1000 % годовых. Число её вкладчиков, по разным данным, достигало от 10 миллионов человек. МММ никогда не обещала процентных выплат, но, тем не менее, многие думали, что акции обеспечены доходом АООТ. Пункты покупки-продажи акций (а позже и билетов) были открыты практически везде (как сейчас пункты обмена валюты), и купить-продать бумаги МММ по объявленным компанией ценам действительно можно было совершенно свободно в любой момент. За период с начала продажи акций (1 февраля 1994 года) до момента ареста Сергея Мавроди (4 августа 1994 года) цены эти выросли в 127 раз. Темпы роста составляли в среднем 50-70 % ежемесячно. Правоохранительные органы России полагали, что компания нарушала действующее законодательство, однако сам Мавроди всегда утверждал, что это не так и что абсолютно никаких законов МММ не нарушала. И что именно поэтому же никаких обвинений собственно по самой деятельности ему предъявить впоследствии так и не смогли.
В августе 1994 Мавроди был арестован по обвинению в неуплате налогов, однако он сразу объявил о своем намерении баллотироваться в Государственную Думу и начал предвыборную кампанию. Во время её проведения Мавроди выпускал билеты номиналом 20 билетов и бесплатно раздавал их своим избирателям.
АООТ «МММ» было признано банкротом 22 сентября 1997 года; 22 июля 1998 года его конкурсным управляющим был назначен Константин Глодев. Реестр кредиторов АО состоял из 4512 человек, общий объём их требований — 712,8 миллиона рублей.

## Описание экземпляров

### Первая серия
Билеты этой серии были выпущены в семи номиналах: 1, 10, 20, 50, 100, 500 и 1000 билетов. Все билеты этой серии сделаны с портретом Сергея Мавроди. Микропечать, использованная на всех билетах, состоит из повторений БИЛЕТ МММ. Каждый билет - на бумаге с водяными знаками, но водяные знаки не одинаковы для всех билетов и иногда даже не видны. УФ-защита: зелёные буквы МММ в правом верхнем углу аверса, видны. Под зелёными буквами МММ такие же, видны только при дневном свете. Внедрены защитные волоски. Имеется инфракрасная защита.

### Вторая серия
В этой серии были выпущены билеты четырёх номиналов — 1, 100, 1000 и 10 000 билетов. Все билеты имеют портрет Сергея Мавроди, серийный номер и логотип МММ. Как и ранее, водяной знак трудноразличим (или не виден). Билеты изготовлены литографическим процессом. Бумага включает светящиеся в синем свете волокна, а также светящуюся краску вокруг серийного номера. Билет номиналом в 10 000 напечатан офсетным способом и имеет серийный номер, который светится зелёным цветом под ультрафиолетовой подсветкой. Также имеется и инфракрасная защита.

### Третья серия
В этой серии были выпущены билеты пяти номиналов 10, 20, 50, 500 и 1000 билетов.
Как и ранее, эти билеты выглядят по-разному, однако все они напечатаны на бумаге с водяными знаками (хотя водяные знаки могут быть не видны) и со включениями светящихся волокон. Главное отличие билетов этой серии от прежней — их меньший размер. Боны в 10, 20 и 50 билетов выглядят низкокачественно, портрет Мавроди выглядит как сканированная фотография. Бона в 20 билетов во всём мире известна в количестве нескольких экземпляров (14 штук на 07.06.2022), судьба остальных неизвестна.
500 билетов примечательны тем, что на них присутствуют изображения бабочек, а на обороте присутствует копирайт ‘NTGRAF’.

## Коллекционность
Коллекционирование билетов МММ можно отнести к одной из разновидностей коллекционирования, которая носит название скрипофилия (коллекционирование ценных бумаг).
Как правило, билеты МММ не представляют высокой коллекционной ценности ввиду их широкой распространённости. Однако билеты третьей серии могут быть более редки.

## Аналоги
Аналогом билета МММ в системе МММ-2011 стал сначала «доллар МММ», затем «мавро» в МММ-2012.
После 2017 года билеты превратились в криптовалюту Mavro, которую выпустил Сергей Мавроди.